# ليونارد ريد
ليونارد ريد (بالإنجليزية: Leonard Read)‏ هو كاتب واقتصادي وشخصية أعمال وفيلسوف أمريكي، ولد في 26 سبتمبر 1898 في هوباردستون في الولايات المتحدة، وتوفي في 14 مايو 1983.